# Kanton Amplepuis
Der Kanton Amplepuis war von 1869 bis 2015 ein französischer Wahlkreis im Arrondissement Villefranche-sur-Saône, im Département Département Rhône und in der Region Rhône-Alpes. Er umfasste sechs Gemeinden, Hauptort war Amplepuis. Die landesweiten Änderungen in der Zusammensetzung der Kantone führten zum März 2015 zu seiner Auflösung.

## Gemeinden
Der Kanton bestand aus sechs Gemeinden:
| Gemeinde               | Einwohner Jahr | Fläche km² | Bevölkerungsdichte | Code INSEE | Postleitzahl |
| ---------------------- | -------------- | ---------- | ------------------ | ---------- | ------------ |
| Amplepuis              | 5.032 (2013)   | 38,44      | 131 Einw./km²      | 69006      | 69550        |
| Cublize                | 1.236 (2013)   | 15,56      | 79 Einw./km²       | 69070      | 69550        |
| Meaux-la-Montagne      | 251 (2013)     | 9,19       | 27 Einw./km²       | 69130      | 69550        |
| Ronno                  | 620 (2013)     | 22,92      | 27 Einw./km²       | 69169      | 69550        |
| Saint-Just-d’Avray     | 754 (2013)     | 17,5       | 43 Einw./km²       | 69217      | 69870        |
| Saint-Vincent-de-Reins | 666 (2013)     | 13,87      | 48 Einw./km²       | 69240      | 69240        |